# Guewe Diouf
Pour les articles homonymes, voir Diouf.
Guewe Diouf, née le 15 juin 2002 à Vevey en Suisse, est une joueuse internationale française de volley-ball évoluant au poste de réceptionneuse-attaquante.
Elle mesure 1,82 m et joue pour l'équipe de France depuis 2019.

## Biographie

### Jeunesse et formation
Elle commence le volley-ball à l'âge de 9 ans au Pays d'Aix Venelles, club où elle découvre la discipline au poste de centrale. C'est à l'âge de 13 ans qu'elle évolue pour la première fois en Nationale 2, division où elle joue durant deux saisons. A 15 ans, elle rejoint le club d'Istres et intègre en parallèle le Creps de Boulouris à Saint-Raphaël. C'est également à cette période qu'elle abandonne le poste de centrale pour se reconvertir en ailière. En 2018, elle rejoint l'institut fédéral de volleyball (IFVB) de Toulouse, lui permettant d'évoluer en Ligue A sous les couleurs de l'équipe de France Avenir 2024. À la suite de l'obtention de son baccalauréat en 2020, elle s'engage avec l'équipe de volley-ball de l'Université d'Oklahoma aux États-Unis afin de poursuivre son projet sportif et scolaire. Au cours de sa première saison, elle se distingue non seulement en tant que Freshman, dans la Conférence du Big 12, mais également en tant que joueuse à part entière dans le championnat de la NCAA. Lors du dernier match de la saison face à TCU, elle subit une grosse blessure au genou, ce qui aura pour conséquence de la tenir éloignée des terrains durant toute une saison. Elle décide par la suite de revenir en France et effectue sa rééducation en passant par le centre médical de Clairefontaine.

### Carrière
A l'intersaison 2023, elle s'engage avec le CSM Bucarest.

### En sélection nationale
Passée par toutes les équipes de France de jeunes, c'est en janvier 2019, alors âgée de 16 ans seulement, que Guewe Diouf intègre pour la première fois l'équipe de France A en effectuant une entrée face au Danemark lors d'un match qualificatif comptant pour le Championnat d'Europe 2019. Elle effectue son retour en sélection à l'occasion de la Challenger Cup 2022, palliant numériquement l'absence de la libéro Juliette Gelin.

## Clubs
- ASPTT Mulhouse (2021-2022)
- VBC Chamalières (2022-2023)
- CSM Bucarest (2023-2024)
- UNI Opole (pl) (2024-)

## Palmarès

### En sélection nationale
- Challenger Cup (1) : 
  -  Vainqueur en 2023.

- Tournoi de France (amical) : 
  - Finaliste en 2022.

### En club
- Championnat de France :
  - Finaliste en 2022.

- Supercoupe de France (1) :
  - Vainqueur en 2021.

#### Distinctions individuelles
en sélection :
- 2020 : Championnat d'Europe des moins de 19 ans => Meilleure réceptionneuse-attaquante[7].

en club :
- 2020-2021 : Southwest Region Freshman of the Years[8]
- 2020-2021 : All-Southwest Region team
- 2020-2021 : All-Big 12 First Team[9]
- 2020-2021 : All-Big 12 Rookie Team